# Nalanda
Nalanda foi um centro de estudos budistas na Índia, do século V ao século XII. Fundada em 427 d.C., localiza-se aos 25° 08′ 09″ N, 85° 26′ 42″ L. Foi fundada por monarcas do Império Gupta que, mesmo sendo hindus, aceitavam o crescente interesse budista.
Nalanda foi uma das primeiras universidades a aceitar alunos residentes, que lá moravam. Durante sua existência chegou a contar com mais de 10.000 estudantes, 1.500 professores e 9 milhões de livros. De acordo com fontes tibetanas, Nagarjuna ensinou lá.
Nalanda etimologicamente significa "aquele que dá conhecimento". Dali se espalhou o antigo sistema médico indiano do Ayurveda e o design do campus foi inspiração para outras instituições budistas. O estuque produzido ali influenciou a arte eclesiástica tailandesa e a arte em metais foi levada para o Tibet e península malaia. Sua principal contribuição, porém, se deu provavelmente na matemática e astronomia. Aryabhata, considerado o pai da matemática indiana, teria dirigido a universidade no século VI d.C.
Nalanda manteve um programa pioneiro de intercâmbio cultural, enviando regularmente para lugares como China, Coreia, Japão, Indonésia e Sri Lanka, seus melhores estudantes e professores. Com isso, ajudou a difundir e moldar o budismo na Ásia.
Em 1193, a Universidade de Nalanda foi saqueada por invasores muçulmanos, liderados pelo general militar turco-afegão Bakhtiyar Khilji. Quando o tradutor tibetano Chag Lotsawa visitou-a em 1235 encontrou-a em parte destruída mas ainda funcionando com um pequeno número de monges.
A destruição de Nalanda assim como de templos e monastérios no norte da Índia, onde havia centros de estudos, é considerado por vários historiadores como a causa do súbito desaparecimento do antigo pensamento científico indiano na matemática, astronomia, alquimia e anatomia. Restam algumas ruínas de Nalanda, que hoje não é mais habitada, totalizando 23 hectares, provavelmente uma pequena fração do campus original. Os restos arqueológicos foram descobertos pelo pesquisador escocês Francis Buchanan-Hamilton em 1812 e identificados por Alexander Cunningham em 1861.
Em 1951, um moderno centro de estudos budistas Pali (Theravada) foi fundado perto de Nalanda, o Nava Nalanda Mahavihara. O Museu de Nalanda contém alguns manuscritos e vários itens achados em escavações.

## UNESCO
Foi inscrito como Patrimônio Mundial da UNESCO em 2016 por: "testemunhar o desenvolvimento do Budismo em uma religião e o florescimento de tradições monásticas e educacionais."